# (29075) 1950 DA
(29075) 1950 DA — навколоземний астероїд групи Аполлона, відкритий 22 лютого 1950 року.
Найменша відстань перетину орбіт щодо Землі — 0,0399772 а.о.